# مارتیرانو لومباردو
مارتیرانو لومباردو (به ایتالیایی: Martirano Lombardo) یک کومونه در ایتالیا است که در استان کاتانزارو واقع شده‌است. مارتیرانو لومباردو ۱۹ کیلومتر مربع مساحت و ۱٬۱۳۹ نفر جمعیت دارد و ۵۶۰ متر بالاتر از سطح دریا واقع شده‌است.